# Patrick Waldraff

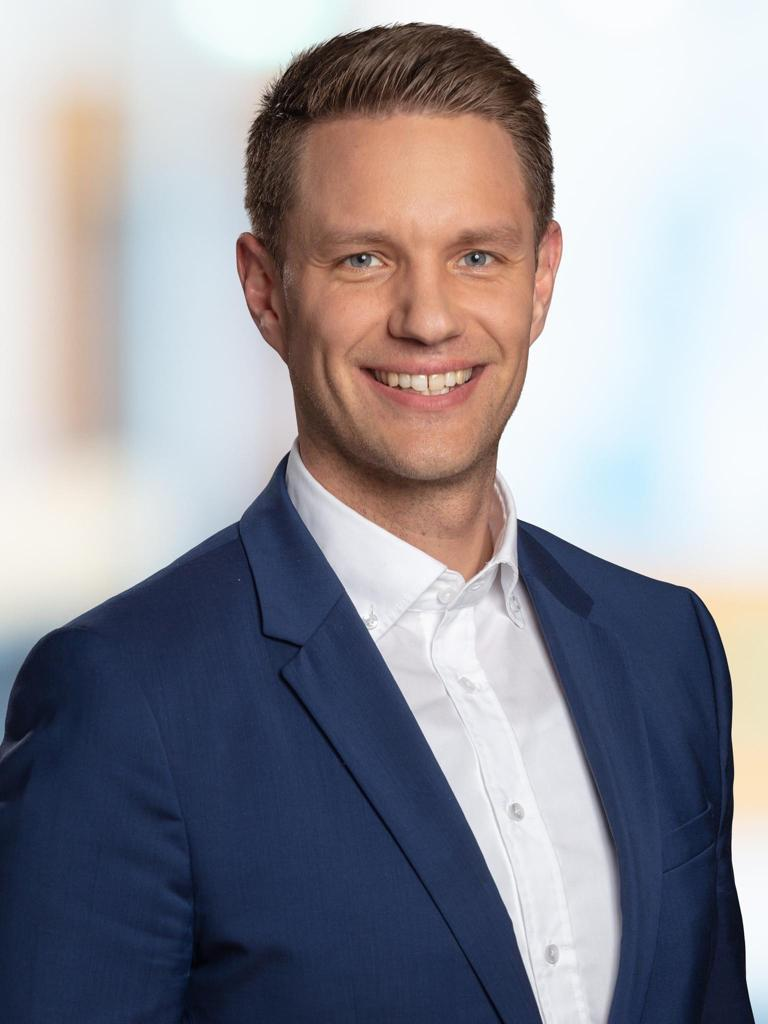
Patrick Waldraff (2022)

Patrick Thomas Waldraff (* 3. August 1987 in Saarbrücken) ist ein deutscher Politiker (CDU) und seit 2022 Abgeordneter im saarländischen Landtag.

## Leben
Patrick Waldraff ist in der saarländischen Gemeinde Bous aufgewachsen. Nach dem Abitur am Marie-Luise-Kaschnitz-Gymnasium in Völklingen leistete er ein Freiwilliges Soziales Jahr im Sport ab. Einsatzstelle war der Saarländische Karateverband. Danach nahm er ein Bachelor-Studium der Rechts- und Wirtschaftswissenschaften an der Universität des Saarlandes auf, das er 2012 mit einem Bachelor of Science abschloss.
Im Anschluss war Waldraff bis 2015 beruflich als Grundsatzreferent der Stadt Dillingen/Saar tätig und machte anschließend am Europa-Institut Saarbrücken seinen Master of Law im Europäischen und Internationalen Recht. Während des Studiums absolvierte er zwei mehrwöchige Auslandspraktika im ARD-Studio in Washington, D.C. und im Europäischen Parlament in Brüssel.
Nach dem Masterstudium war Waldraff zunächst Leiter des Wahlkreisbüros des Bundestagsabgeordneten Peter Altmaier und dann Persönlicher Referent der Ministerpräsidenten Annegret Kramp-Karrenbauer und Tobias Hans in der Staatskanzlei des Saarlandes. Vom 17. Februar 2020 bis zu seiner Wahl in den Landtag des Saarlandes war er Landesgeschäftsführer der CDU Saar.
Waldraff ist verheiratet und hat einen Sohn. 

## Politik
Patrick Waldraff trat mit 14 Jahren in die Junge Union (JU) und sechs Jahre später in die CDU ein. 2006 wurde er Vorsitzender seines JU-Heimatverbandes in Bous und übte dieses Amt insgesamt 7 Jahre aus. In dieser Zeit war er auch mehrere Jahre stellvertretender Vorsitzender des JU-Kreisverbandes Saarlouis und Mitglied im Landesvorstand der Jungen Union Saar.
Seit 2013 ist Waldraff Vorsitzender des CDU-Gemeindeverbandes Bous und seit 2017 stellvertretender Vorsitzender des CDU-Kreisverbandes Saarlouis.
Im Gemeinderat Bous, in den er erstmals 2009 gewählt wurde, war er von 2014 bis 2019 Vorsitzender der CDU-Fraktion. Seit 2022 übt er dieses Amt erneut aus. Zudem war Waldraff von 2014 bis 2019 auch 1. Beigeordneter der Gemeinde Bous.
Waldraff ist Mitglied der überparteilichen Europa-Union Deutschland, die sich für ein föderales Europa und den europäischen Einigungsprozess einsetzt.

## Landtagsabgeordneter
Bei der Landtagswahl im Saarland am 27. März 2022 zog Waldraff für die CDU in den Landtag des Saarlandes ein. Er ist Sport- und Baupolitischer Sprecher seiner Fraktion. Im Landtag ist Waldraff Mitglied im Ausschuss für Inneres, Bauen und Sport sowie im Ausschuss für Europa und Fragen des Interregionalen Parlamentarierrates. Im April 2025 wurde er zum Vorsitzenden des Ausschusses für Inneres, Bauen und Sport des Saarländischen Landtages gewählt.

## Sport
Bis zum Ende des Jahres 2010 hat Waldraff aktiv an Karate-Wettkämpfen teilgenommen. Er wurde als Mitglied des Karate Dojo Bous e.V. insgesamt dreimal Deutscher Meister und stand auch bei internationalen Turnieren mehrfach auf dem Podium. Von 2001 bis 2010 gehörte er der deutschen Karate-Nationalmannschaft an.
Am 16. April 2024 wurde er zum Vizepräsidenten des Saarländischen Karateverbandes e.V. gewählt. 